# Sigmund
 Der er flere personer med dette navn, se Sigmund (flertydig).
Sigmund er en nordisk sagnfigur. Ifølge sagnet var han søn af Vølsung og Ljod og dermed én af vølsungerne. Han blev far til Sinfjølte, som han fik med sin tvillingesøster Signe. 
Hans første hustru var Brynhild, den anden Hjørdis. Med Hjørdis har han sønnen Sigurd, som senere fik tilnavnet Fafnersbane.
Sigmund blev efter sin død én af Einherjerne sammen med sin søn.